# رولند تی‌بی-۳۰۳

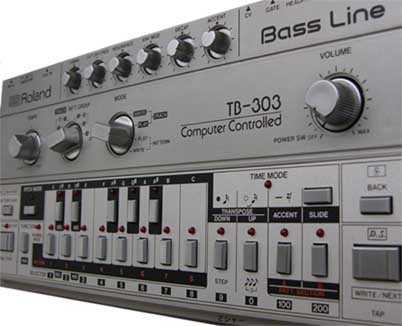
سینث سایزر باس رولند تی بی ۳۰۳ صدای الکترونیک سرکوب کننده‌ای که غالباً در سبک موسیقی اسید هاوس به گوش می‌رسید را ایجاد می‌کرد.

رولند تی‌بی-۳۰۳ باس لاین (به انگلیسی: Roland TB-۳۰۳ Bass Line) سینث سایزری است که همراه سیکوئنسر تعبیه شده در داخل توسط شرکت رولند از سال ۱۹۸۲ تا ۱۹۸۴ تولید می‌شد. این دستگاه نقش تعیین کننده‌ای را در توسعه موسیقی الکترونیک معاصر ایفا کرده‌است.
«تی‌بی ۳۰۳» برگرفته شده از باس ترانزیستوری ابتدا در بازار به عنوان جایگزینی برای نوازندهٔ ساز باس در تمرین انفرادی گیتاریست‌ها عرضه می‌شد. مراحل تولید آن در حدود ۱۹ ماه طول کشید که به تولید تنها ۱۰،۰۰۰ دستگاه انجامید. در سال‌های میانی دههٔ ۸۰ میلادی دی‌جی‌ها و موسیقی‌دان‌های موسیقی الکترونیک در شیکاگو مورد استفادهٔ جدیدی برای این دستگاه، در زمینهٔ سبک در حال توسعه هاوس یافتند.
در اوایل دهه ۱۹۹۰ میلادی با پدیدار شدن سبک‌های جدید اسید، «تی‌بی ۳۰۳» معمولاً با افکت آوردرایو سنگین استفاده می‌شد تا صدائی گوش خراش و ناملایم تولید کند. مثال‌هائی از این تکنیک را می‌توان در آلبوم کوتاه سال ۱۹۹۲ هاردفلور با نام اَکپرینس و آلبوم کوتاه سال ۱۹۹۳ اینترلکت۳۰۰۰ با نام ولکانو شنید.
صدای معروف سبک اسید به نوعی با نواختن تکراری نت الگو روی یک «تی‌بی ۳۰۳» در هنگام تغییردادن مقادیر برش فرکانس، رزونانس و مدولاسیون پوش حاصل می‌شود. قسمت کنترل-تاکید دستگاه مقدار حجم صدا، فیلتر رزونانس و پوش رزونانس را تغییر می‌دهد تا راه را برای دگرگونی‌های آتی در نوای آن باز کند. یک افکت اعوجاج (دیسترتشن) چه با استفاده از افکت پدالی گیتار و چه با بلند کردن ورودی یک میکسر صدا (آوردرایو)، به صورت رایج استفاده می‌شده‌است تا به «تی‌بی ۳۰۳» صدائی غلیظ‌تر و آوایی نویزدارتر بدهد تا در نتیجه صدایی غنی‌تر از لحاظ «هم‌آهنگ»ها بدست بیاید.
طراحی کننده اصلی «تی‌بی ۳۰۳» تادائو کیکوموتو همچنین عهده دار طراحی ماشین درامز رولند تی آر ۹۰۹ بود.